# Supergirl
Supergirl is een fictieve superheld uit de comics van DC Comics, en dan met name de verhalen van Superman. Ze verscheen voor het eerste ten tonele in DC-serie Action Comics #252. Supergirl werd bedacht door Otto Binder en Al Plastino.
Van Supergirl bestaan verschillende versies, maar de bekendste is Kara Zor-El, Superman’s nichtje. Net als haar neef is ze afkomstig van de planeet Krypton.

## Voorlopers
Al voor er een vast personage met de naam Supergirl in de strips verscheen, doken in enkele verhalen vrouwelijke versies van Superman op. Deze voorlopers van Supergirl deden over het algemeen maar in 1 verhaal mee.
- Lois Lane (Superwoman) — in een verhaal uit Action Comics #60 (Mei 1943) droomt een zieke Lois Lane dat ze superkrachten heeft gelijk aan die van Superman. Ze begint in het verhaal haar eigen carrière als Superwoman.
- Claire Kent — In Superboy #78, in een verhaal genaamd "Claire Kent, Alias Super-Sister", red Superboy het leven van een buitenaardse vrouw die Superboy verandert in een meisje. Om geen verwarring te zaaien doet Superboy zich gedurende deze periode voor als Claire Kent, Superboys’ “zus”. Aan het eind van het verhaal blijkt dit alles een illusie te zijn gemaakt door Shar-La.

- Super-Girl — In Superman #123 (Augustus 1958) gebruikt Jimmy Olsen een magische totem om een “Super-Girl” te wensen die Superman kan helpen. De twee lopen elkaar echter voortdurend voor de voeten. Super-Girl raakt dodelijk gewond wanneer ze Superman probeert te redden van een kryptonietmeteoor. Op haar aandringen gebruikt Jimmy dezelfde totem om haar weer weg te wensen. DC Comics gebruikte dit verhaal om te zien hoe men zou reageren op een vrouwelijke Superman. Toen de reacties positief bleken, werd de eerste vaste Supergirl geïntroduceerd.

## Biografie

### Kara Zor-El
De eerste Supergirl was Kara Zor-El. Zij maakte haar debuut in Action Comics #252 (mei 1959). Bij haar introductie was Supergirl een tiener, met een kostuum gelijk aan dat van Superman.
Kara Zor-El is net als Superman een overlevende van de planeet Krypton. Ze kwam uit Argo City, een stad op Krypton die de explosie had overleefd en lange tijd door de ruimte zweefde. De andere inwoners werden geveld door kryptoniet, en Kara werd door haar vader Zol-El naar de Aarde gestuurd waar haar neef, Kal-El (Superman) reeds was. Bang dat Superman haar niet zou herkennen gaven haar ouders haar een kostuum gelijk aan dat van Superman.
Op Aarde kreeg Kara net als Superman superkrachten. Ze nam de Aardse naam Linda Lee aan en werd geadopteerd door Fred en Edna Danvers. Superman leerde haar beter met haar krachten om te gaan, waarna ze de heldin Supergirl werd.
Supergirl’s ware identiteit was enkel bekend bij Superman, haar adoptieouders en de Legion of Super-Heroes, waar ze lange tijd lid van was. Haar vaste metgezel was een huiskat genaamd Streaky, die na blootstelling aan "X-Kryptonite" ook tijdelijk superkrachten kreeg.
Deze versie van Supergirl werd uit de serie geschreven gedurende de verhaallijn Crisis on Infinite Earths (1985). In dit verhaal onderwierp DC Comics de continuïteit in zijn strips aan een grote verandering, waarbij veel bekende personages nieuwe achtergronden kregen. Een verandering was dat in de nieuwe continuïteit Superman weer de enige overlevende van Krypton was. In de huidige strips wordt haar personage geheel genegeerd.

### Matrix
Omdat DC Comics van Superman de enige overlevende van Krypton wilde maken, waren latere versies van Supergirl niet langer afkomstig van Krypton.
De eerste nieuwe Supergirl dook op in Superman v2, #16 (April 1988). Deze Supergirl was een kunstmatige levensvorm gemaakt van protoplasma door de Lex Luthor van een ander universum. Lex gaf haar de herinneringen van Lana Lang. Tevens kon deze Supergirl zichzelf van vorm veranderen om zo op Lana te lijken. Haar echte naam was Matrix.
Matrix geloofde een tijdje dat ze de echte Lana Lang was. Ze kwam uiteindelijk vanuit haar wereld naar de wereld van Superman. Ze had niet helemaal dezelfde krachten als Superman. Ze kon vliegen en was zeer sterk, maar kon verder telekinese gebruiken, van vorm veranderen en onzichtbaar worden.
Matrix’ versie van Supergirl leek sterk op de Kara Zor-El versie. Ze woonde in Smallville met de Kents, en diende een tijdje als lid van de Teen Titans. Matrix’ krachten gingen uiteindelijk over op de derde Supergirl.

### Matrix/Linda Danvers
In september 1996 publiceerde DC een Supergirl strip waarin de krachten van de Matrix Supergirl versmolten met die van een mens genaamd Linda Danvers. Dit gebeurde toen Matrix zichzelf opofferde om de stervende Linda Danvers te redden. Deze nieuwe Supergirl vertoonde veel overeenkomsten met de originele Supergirl. Haar verhalen speelden zich af in de stad Leesburg.
Deze nieuwe Supergirl werd later geïdentificeerd als een “Earth-Born Angel”, een wezen dat ontstaat indien iemand zich opofferd om een persoon die eigenlijk al niet meer te redden is toch te redden. Ze had niet alle krachten van Superman, maar kon wel vlammende engelenvleugels oproepen en teleporteren.
Uiteindelijk werden Linda en Matrix weer opgesplitst. Linda behield enkele van haar krachten, en bleef de naam Supergirl behouden. Matrix fuseerde met een vrouw genaamd Twilight en werd zo een nieuwe Earth-born angel of fire. Deze nieuwe Angel gebruikte haar krachten om Linda’s supergirlkrachten geheel te herstellen.
In Supergirl #75 (december 2002) reisde Linda af naar een parallel universum waar ze een relatie kreeg met de lokale Superman. Toen ze terugkeerde naar haar eigen wereld gaf ze haar identiteit als Supergirl op. Haar huidige locatie is niet bekend.

### Cir-El
Deze Supergirl verscheen in Superman: The 10 Cent Adventure #1 uit 2003. Ze beweerde de toekomstige dochter van Superman en Lois Lane te zijn. Hoewel ze veel van Supermans krachten had, kon ze niet vliegen. Wel kon ze stralen van rode zonne-energie afvuren uit haar handen. Later bleek ze gewoon een mens te zijn die door Brainiac was aangepast om op Superman te lijken. Ze stierf toen ze een van Brainiacs plannen dwarsboomde.

### Kara Zor-El, versie 2
In deel 8 van de Superman/Batmanserie werd de originele Supergirl, Kara Zor-El, opnieuw geïntroduceerd. Deze versie was net als de eerste Supergirl een kryptoniaan en Supermans nicht. In deze versie was ze ouder dan Superman. Ze was al een tiener toen hij nog een baby was. Ze was in schijndode toestand de ruimte ingestuurd om op de jonge Kal-El te passen, maar haar raket werd geraakt door de ontploffing van Krypton en kwam vast te zitten in een kryptonietasteroïde. Pas jaren later kwam ze op Aarde terecht. Omdat ze in schijndode toestand niet verouderde, was ze nu lichamelijk jonger dan haar neef.
Superman liet haar kennismaken met de andere helden van het DC Universum, waarna ze de naam Supergirl aannam. Ze kreeg haar eigen stripserie, die in augustus 2005 begon. Ze speelde daarna nog mee in een aantal belangrijke verhalen.
Deze versie van Supergirl had enkele nieuwe krachten, zoals het maken van zonnesteenkristallen uit haar lichaam. Dit beschermt haar tegen wezens uit de Phantom Zone.

## In andere media
- In 1984 verscheen de film Supergirl, met Helen Slater in de hoofdrol. De film was een spin-off van de populaire film Superman. De film was geen succes, en de geplande vervolgfilms werden dan ook niet gemaakt.

- Een meisje genaamd Kara verscheen in de televisieserie Smallville in de aflevering "Covenant." Ze beweerde net als Clark van Krypton te komen, maar noemde zichzelf niet Supergirl. De echte Supergirl dook op in seizoen 7 van de serie, en deed in meerdere afleveringen mee. Deze versie van Supergirl was naar de Aarde gestuurd om op Kal-El (Clark) te letten, maar haar schip kwam vast te zitten onder een dam waardoor ze pas jaren later ontwaakte. Kara aka Supergirl werd gespeeld door Laura Vandervoort.

- Supergirl was een regelmatig terugkerend personage in Superman: The Animated Series. Ze maakte haar debuut in de dubbele aflevering "Little Girl Lost". Ze kwam van Krypton’s zusterplaneet Argos, en was net als Superman de laatste overlevende van de planeet. Deze versie van Supergirl had ook gastoptredens in The New Batman Adventures, Justice League Unlimited, en Batman of the Future.

- Tevens een rol in de graphic novel The Dark Knight Strikes Again. Hier is zij de dochter van Superman en Wonder Woman. Haar voornaam is hier Lana. (Waarschijnlijk vernoemd naar Superman's "liefje" Lana Lang).

- Een live-action tv-serie rondom Supergirl wordt in de Verenigde Staten sinds oktober 2015 uitgezonden. Melissa Benoist vertolkt hierin de rol van Supergirl.

- Supergirl verscheen in juni 2023 in de film The Flash vanuit de DC Extended Universe, vertolkt door Sasha Calle. [1] Ook Helen Slater de film Supergirl uit 1984 maakt een korte verschijning in de film, met behulp van archief materiaal.

- Supergirl verscheen in juli 2025 in de film Superman van James Gunn vanuit de DC Universe, vertolkt door Milly Alcock.